# Nem sürgetlek (Így jártam anyátokkal)
A ANem sürgetlek az Így jártam anyátokkal című televízió-sorozat hetedik évadának tizenhetedik epizódja. Eredetileg 2012. február 20-án vetítették, míg Magyarországon 2012. november 12-én.
Ebben az epizódban Ted megvallja az érzéseit Robinnak, így át kell értékelniük kettejük kapcsolatát. Barney felfedezi, hogy Marshall és Lily fogadásokat kötnek.

## Cselekmény
Jövőbeli Ted felidézi a gyerekeinek, milyen komoly volt, amikor szerelmet vallott az anyjuknak – ezt ugyanis előtte utoljára Robinnal tette. Az epizód innentől ott folytatódik, ahol az előző abbamaradt: Ted vallomásától. Elmondja, hogy tényleg szereti, és hogy azért szakítottak annak idején, mert másként látták, hogy hol fognak tartani öt év múlva. És most, hogy eltelt öt év, újra itt vannak azon a tetőn, ahol először csókolóztak. Ezután Ted elmegy, hogy adjon egy kis időt Robinnak.
Mikor aztán visszaér a szobájába, Ted úgy gondolja, korrigálni kellene azt, amit mondott. Erre mégsincs szükség, mert Robin a szoba előtt várja őt, és csókolóznak. Aztán hirtelen félbeszakítják és úgy döntenek, hogy erről talán beszélniük kellene, különösen azért, mert Robin a vele történtek miatt jelenleg érzelmi hullámvasúton ül. Váratlanul megérkezik Patrice, aki közli, hogy indulniuk kell Oroszországba egy hírolvasói kiküldetés miatt – Robin elnézte az időpontot és azonnal indulnia kell. Villámgyorsan összepakol és elmegy, de úgy válik el Tedtől, hogy ha visszatér, megbeszélik a dolgukat.
Ted reggel 7 órakor felhívja Marshallt, hogy barátja azonnal menjen a MacLaren's Bárba. Lily nem akarja, hogy menjen, mert túlzás, amit Ted kér – és ekkor fedezik fel, hogy Barney is ott aludt velük. Előző este ugyanis a piás vonaton utazott, és így itt ragadt náluk. Marshall és Lily elmennek otthonról, de előtt Lily Barney lelkére köti, hogy ne túrja fel a lakást a nemlétező szexvideójuk után, amiről ő azt hiszi, hogy elkészült. Csakhogy Barney megrögzötten úgy hiszi, hogy van ilyen videó, ezért feltúrja az egész lakást, majd általa felbérelt személyzettel átkutatja azt.
Eközben Ted elmeséli Marshallnak, ami közte és Robin között volt, és Marshall egyáltalán nincs meglepődve. Amikor Lily megérkezik, ő csalódottságát fejezi ki, és szerinte lehet, hogy Ted készen áll erre, de Robin nem. Ted szerint Lily ellene áskálódik, amit Lily tagad. hamar ki is derül, mi áll ennek a hátterében. Barney felfedez a lakásban egy dobozt, amiben Marshall és Lily hosszútávú fogadásai szerepelnek. A fogadások közt pedig ott van az is, hogy Lily fogad abban Marshall-lal, hogy Robin és Ted nem jönnek újra össze – ily módon valóban áskálódik.  Ugyanis olyanokat mond Tednek, hogy tegyen romantikus gesztusokat (amit Robin egyértelműen utál). Marshall pedig bátorítja barátját, értelemszerűen azért, hogy ő nyerjen. Barney ekkor jelenik meg a dobozzal a hóna alatt a bárban és kérdőre vonja őket. Kiderül, hogy tényleg van szexvideójuk, hiszen van arról egy fogadásuk, hogy Barney úgysem találja meg. Amikor Ted ráförmed Lilyre a fogadás miatt, ő azt mondja, csak azért kötötték meg, mert szerinte nem Robin az, aki Ted mellé illik. Annak pedig, hogy eltelt öt év, és még most sincsenek együtt, van valami oka. Ted rádöbben, hogy ez az ok Barney.
Barney  ekkor érkezik vissza, miután megtalálta az ominózus szexvideót. Ted kérdőre vonja őt, ugyanis rájött, hogy ha Barney az ok, akkor kellett, hogy történjen valami közte és Robin között, és ezért szakított Norával is, és ezért voltak gyertyák és ezért volt rózsaszirmokkal felszórva az ágy aznap este. Barney nem tagadja azt, ami történt, de azt is elmondja, hogy Robin Kevint választotta és nem őt. Mikor Ted közli, hogy Robin és Kevin szakítottak, Barneyt láthatóan nem érinti a dolog. A Tesókódexre hivatkozik, azt állítja, hogy Robin a tesója, és a tesók azt akarják, hogy boldogok legyenek, ami mellette sosem lehetne. Nem érdekli, hogy Robin egyedülálló, az sem, ha randizik, és még az sem, ha Teddel járna. Tedet meghatja barátja érett gondolkodása.
A szexvideó megléte továbbra is kérdéses marad, ugyanis mielőtt megnéznék, Marshall elpusztítja a kazettát, hiába nézné meg Lily is.
Amikor Robin visszatér, Ted elé megy a repülőtérre, elviszi vacsorázni a kék kürtös étterembe, és az este végére rájön, hogy köztük nem lesz semmi. Robin is azt mondja, hogy nem akarja tönkretenni a barátságukat. Ted már a korábbi fogadásukban is elkezd kételkedni, miszerint ha elmúlnak 40 évesek és egyedül lennének, akkor összejönnek – Ted nem akarja illúziókba ringatni magát. Ezért aztán megkérdezi egyenesen Robintól, hogy szereti-e, mire ő azt mondja, hogy nem. Ted ekkor arra kéri, hogy felejtsen el mindent, amit mondott. Mindezt Ted elmeséli Marshallnak is, aki aztán beszél Robinnal, és elmondja neki, hogy Ted hazudik az érzéseiről. Belátva, hogy a dolgok így nem mehetnek, Robin végül kiköltözik a lakásból, csak a kék kürtöt hagyja meg Tednek.
Jövőbeli Ted szerint ez az egész lehet, hogy őrültség volt, de most érezte hosszú idő óta először, hogy kinyílt a világ előtte, mert nem függött többé a Robin iránti érzéseitől. A jelenet során több tucat sárga esernyőt tartó nő halad el a ház előtt. 
A zárójelenetben Lily kéri a pénzt Marshalltól, hiszen megnyerte a fogadást, de Marshall csak annyit mond: még nem.

## Kontinuitás
- A film, amit az Anya és Ted nem tudtak megnézni, "A menyasszony" harmadik része.
- Marshall a fényszimfóniáról beszél, amit Ted készített Robinnak.
- Barneyt az "Előnyök" című részben roppantul idegesítette az, ami Ted és Robin között történik.
- Marshall és Lily már "A Shelter-sziget" című epizód idején el akarták zárni a fogadást Ted és Robin kapcsolatáról.
- Ez az első epizód, amelyben ha külön jelenetben is, de egyszerre bukkan fel a kék kürt és a sárga esernyő, Ted szerelmi életének jelzői.
- Utalás történik arra, hogy tényleg 46 perc alatt lehet kiérni Marshallék házához.
- Ted és Robin "A terasz" című részben kötötték meg egyezségüket.
- Marshall rendkívüli szerencséjének tanúbizonysága az, hogy szinte az összes eddigi fogadást ő nyerte meg.

## Jövőbeli visszautalások
- Az "Örökkön örökké" című rész egyik kivágott jelenetében mutatják, hogy Marshall végül megnyeri a fogadást. Ugyanebben a részben bukkan fel újra egyszerre a kék kürt és a sárga esernyő.

## Érdekességek
- Amikor Ted szerelmet vall, éjszaka van, a következő pillanatban, amikor megérkezik Patrice, pedig már reggel.
- Ted egy orosz gabonapelyhet eszik, miközben beszél Robinnal. Ez egy kivágott jelenethez kapcsolódik, amelyben magyarázatot is kapunk arra, miért is ilyet eszik.
- Ebben az epizódban majdnem mindenki lilát vagy annak árnyalatát viseli, amely Ted és Robin kapcsolatára utal, illetve közvetve "A lila zsiráf" című epizódra.
- Az epizód 11. percénél az ismert tévés, Conan O'Brien is megjelenik a bárban egy nagyon rövid időre, mint statiszta.
- A Marshallt alakító Jason Segel volt az egyik főszereplője a 2014-es "Szexvideó" című filmnek, melynek cselekménye szintén egy videóra vett szexuális aktus körül forog.

## Vendégszereplők
- Ellen D. Williams – Patrice
- Angela Matemotja – Consuela
- Conan O'Brien – cameo szerepben

## Zene
- Florence + the Machine – Shake It Out